# Гарсия, Луис Аугусто
Луи́с Аугу́сто Гарси́я Баррага́н (исп. Luis Augusto García Barragán; род. 15 июля 1950, Богота) — колумбийский футболист и футбольный тренер. Несколько лет назад был акционером клуба, занимал административную должность в колумбийском профессиональном футболе.

## Биография
Как футболист большую часть карьеры он провёл в «Санта-Фе», где стал чемпионом Колумбии в 1971 году (догнав «Атлетико Насьональ» в последнем туре), играл за сборную Колумбии в 1971 году на Олимпийском квалификационном турнире.
Он играл в «Санта-Фе» до 1973 года, будучи любимцем болельщиков. В 1974 году он перешёл в «Мильонариос». В 1975 году он закончил свою карьеру в «Депортес Толима».
Его дебют в качестве тренера состоялся с молодёжной командой «Мильонариос», с которой он выиграл молодёжный чемпионат 1980 года, с клубом он оставался до 1983 года. Гарсия получал образование тренера в Южной Америке и Европе, был помощником Хуана Мартина Мухики.
В 1985 году он возглавил «Депортес Киндио» до конца 1986 года. В 1987 году он стал тренером уже основной команды «Мильонариоса». С ней он дважды выигрывал чемпионат: в 1987 и 1988 годах.
В 1993 году он занял второе место в чемпионате Колумбии с «Индепендьенте Медельин». После ухода Диего Эдисона Уманьи в июне 1996 года в связи с поражением в финале Кубка Либертадорес в матче против «Ривер Плейт» Гарсия стал тренером «Америка Кали», это был блестящий период во всех отношениях, результат того сезона до сих пор не был статистически превзойдён любой другой колумбийской командой: он провёл с командой 76 игр, из которых выиграл 41, 20 сыграл вничью и проиграл 15. Команда набрала 148 очков, забила 113 голов и пропустила 69. Он также оформил серию из 14 побед подряд. Это сделало «Америка Кали» второй лучшей командой в мире после «Ювентуса» с 1996 по 1997 год, в соответствии с данными Международной федерации футбольной истории и статистики IFFHS. После чемпионата, который длился полтора года, «Америка Кали» победил «Атлетико Букараманга» в финале и выиграл титул. В 1999 году с «Мильнариосом» была крупнейшая беспроигрышная серия в истории колумбийского футбола, 29 матчей. В 2001 году он выиграл Кубок Мерконорте, а в 2003 году стал чемпионом Колумбии с «Депортес Толима».
В середине 2009 года по инициативе акционеров «Мильонариоса» Гарсия был назначен техническим директором клуба, который переживал период кризиса, он занимал эту должность до 25 марта 2010 года.
В настоящее время ожидается судебный процесс, так как в попытке восстановить экономику «Мильонариоса» имели место финансовые махинации, такая ситуация вызвала протест болельщиков.